# Internet Arcade
Le projet Internet Arcade est une section d'Internet Archive axée sur une collection d'anciens jeux de bornes d'arcade accompagnés de leur fiche descriptive. Ce service gratuit permet d'y jouer simplement avec un navigateur web moderne, grâce à l'émulateur JSMESS, un portage en JavaScript de MAME et MESS,. Il est mené par Jason Scott Sadofsky qui a annoncé, le 1er novembre 2014, sur son blog, l'ouverture du service avec près d'un millier de titres des années 1970 à 1990. La collection s'enrichit les années suivantes, notamment avec des titres plus récents.